# Tony Jamieson
Tony Lloyd Jamieson (ur. 7 kwietnia 1977 na Wyspach Cooka) – bramkarz, piłkarz z Wysp Cooka grający w tamtejszym Nikao Rarotonga.
Karierę klubową rozpoczął w 1999 roku w Nikao Rarotonga. W tym czasie zdobył Mistrzostwo Wysp Cooka. W 2001 roku przeszedł do nowozelandzkiego Wellington United. W 2003 roku przeniósł się do fidżyjskiego Nadi FC. W 2004 roku powrócił do Nikao Rarotonga. Podczas tego pobytu 4 razy został mistrzem kraju i 2 razy zdobył Puchar Wysp Cooka. Grał tam do 2008 roku. W tym samym roku dołączył do nowozelandzkiego klubu, Wellington Olympic. Jednak grał tam tylko pół roku. Do 2010 roku był zawodnikiem bez klubu. W 2010 roku powrócił do Nikao Rarotongi.
W reprezentacji Wysp Cooka rozegrał 20 meczów. To jest rekord wszech czasów pod względem rozegranych meczów w reprezentacji Wysp Cooka.